# The Diamond Age

The Diamond Age: Ou, A Young Lady's Illustrated Primer é um romance de ficção científica do escritor americano Neal Stephenson. É uma história sobre amadurecimento, focada em uma jovem chamada Nell, que vive em um mundo futurístico no qual a nanotecnologia afeta todos os aspectos da vida. O romance trata de temas como educação, classe social, etnia e a natureza da inteligência artificial. The Diamond Age foi publicado pela primeira vez em 1995 pela Bantam Books, como uma edição de capa dura da Bantam Spectra. Em 1996, ganhou os prêmios Hugo e Locus e foi selecionada para o Nebula e outros prêmios. Em 2009, uma minissérie de seis horas baseada romance estava prevista para ser desenvolvida no canal americano Syfy, embora a adaptação tenha sido descontinuada no final.

## Configuração
The Diamond Age apresenta um mundo em um futuro próximo revolucionado pelos avanços da nanotecnologia, assim como Eric Drexler imaginou em seu livro de não-ficção Engines of Creation (1986). A nanotecnologia molecular é onipresente no mundo do romance, geralmente na forma de compiladores de matéria e dos produtos feitos por eles. O livro faz referências explicitas às realizações de vários pesquisadores de nanotecnologia existentes: Feynman, Drexler e Merkle são vistos entre os personagens do afresco em Merkle-Hall, lugar onde novos itens nanotecnológicos são projetados e construídos.
O livro contém descrições de várias tecnologias exóticas, como a chevaline (um cavalo mecânico que pode ser dobrado e é leve o suficiente para ser transportado com uma mão) e prevê o uso de tecnologias que estão em desenvolvimento atualmente, como o papel eletrônico que pode mostrar manchetes de notícias personalizadas. As principais cidades possuem sistemas imunológicos compostos por micro-máquinas aerostáticas defensivas, e os compiladores de matéria públicos fornecem comida, cobertores e água gratuitamente a quem os solicitar.
Os compiladores de matéria recebem suas matérias-primas do Feed, um sistema análogo à rede elétrica da sociedade moderna. O Feed carrega fluxos de energia e moléculas básicas, que são rapidamente transformados em bens utilizáveis pelos compiladores de matéria. A Fonte, onde o fluxo de matéria do Feed se origina, é controlada pelo phyle (tribo) vitoriano (embora Feeds menores e independentes existam). A natureza hierárquica do Feed e sua alternativa, a tecnologia anárquica em desenvolvimento, conhecida como Seed (semente), refletem o conflito cultural entre o Oriente e o Ocidente, que é descrito no livro. Esse conflito também tem um elemento econômico, onde o Feed representa um mecanismo de distribuição controlado centralmente, enquanto o Seed representa um método mais flexível, aberto e descentralizado de criação e organização.

### Phyles
A sociedade em The Diamond Age é dominada por diversas phyles, também chamadas de tribos. Phyles são grupos de pessoas frequentemente distinguidas por valores compartilhados, herança étnica semelhante, religião comum ou outras semelhanças culturais. No futuro extremamente globalizado descrito no romance, essas divisões culturais substituiram, em grande parte, o sistema de estados-nação que hoje divide o mundo. As cidades em The Diamond Age são divididas em enclaves soberanos afiliados ou pertencentes a diferentes phyles em uma única metrópole. A maioria dos phyles descritos no romance têm um escopo global de soberania e mantêm enclaves segregados em ou perto de muitas cidades em todo o mundo.
Os phyles coexistem assim como estados-nação históricos sob um sistema de justiça e proteção mútua, conhecido como Common Economic Protocol (CEP). As regras do CEP visam proporcionar a coexistência de, e atividades econômicas pacíficas entre, phyles com culturas potencialmente muito diferentes. O CEP preocupa-se particularmente com a defesa dos direitos à propriedade privada, aplicando punições particularmente severas para quem prejudica a capacidade econômica de outra pessoa. O papel do CEP no mundo do romance podia ser visto em comparação com os papéis de organizações internacionais da vida real, como as Nações Unidas e o Fundo Monetário Internacional.
"Thetes" são indivíduos que não são membros de nenhum phyle e são, em geral, socialmente e economicamente desfavorecidos, sendo semelhantes a cidadãos de segunda classe no CEP. No romance, as necessidades materiais de quase todos os thetes são atendidas por alimentos e roupas que são disponíveis gratuitamente, embora sejam de baixa qualidade; pessoas sem as conexões políticas de um phyle têm acesso a "justiça gratúita" de qualidade similarmente baixa.
O livro apresenta três Grandes Phyles: Han (que consiste em chineses Han), a Nova Atlântida Neo-Vitoriana (que consiste principalmente de anglo-saxões, mas que também aceita índios, africanos e outros membros da Anglosfera que se identificam com a cultura) e Nippon (composto por japonês). O romance levanta a questão de se o Hindustão (composto por índios hindus) é o quarto Grande Phyle, ou uma "coleção de microtribos desordenadamente diversificada sinterizada de acordo com alguma fórmula que não entendemos".
Internamente, o phyle do New Atlantis é uma oligarquia corporativa cujos "senhores do patrimônio" governam a organização e seus estatutos mantendo sua lealdade à monarquia britânica vestigial. Outros phyles são menos definidos - alguns intencionalmente, como no grupo CryptNet ou os misteriosos Drummers de mente grupal. Ao longo da história, o Common economic Protocol patrocina a investigação de tecnologias clandestinas relacionadas ao Seed, a fim de proteger da subversão a ordem estabelecida, usando a justificativa de que o acesso irrestrito às Fontes levaria à proliferação de armas de alta tecnologia e resultaria em anarquia. Também se sugere que os direitos a propriedade são tão amplos que o Protocol reconhece as crianças como patrimônio econômico de seus pais.